# Isabelle Miquelon
Isabelle Miquelon est une actrice québécoise née le 9 juin 1962. Également active dans le doublage, elle est la voix québécoise de Kim Cattrall, Rebecca De Mornay, Geraldine James ainsi qu'une des voix d'Allison Janney, Wendi McLendon-Covey et Margo Martindale.

## Filmographie
- La Dernière Fugue (2010): Mireille
- La Belle Empoisonneuse (2007) : Isabelle Paré, mère de Roxane
- Les immortels (2003) : Thérèse
- Hit and Run (2002/I)
- Le collectionneur (2002) : journaliste
- Les super mamies (2002) série télévisée : Isabelle
- Cauchemar d'amour (2001) série télévisée : Élisabeth
- À nous deux! (1994) série télévisée : Françoise Jolicoeur
- Lance et compte: Le retour du chat (1991) (TV) : Patricia O'Connell
- Lance et compte III (1989) mini-série télévisée : Patricia O'Connell
- Lance et compte II (1988) mini-série télévisée : Patricia O'Connell
- Chop Suey (1986) série télévisée : Carmen St-Pierre
- Marika (2019) web-série : Arlette Grenier

## Doublage

### Cinéma

#### Films
| - Rebecca De Mornay dans : - Trouve ta voix (2004) : Tante Nina - Les Seigneurs de Dogtown (2005) : Philaine - Garçons sans honneur (2005) : Mme Kroeger - Un Cœur à l'envers (2010) : Patsy Loski - Geraldine James dans : - Sherlock Holmes (2009) : Mme Hudson - Arthur (2011) : Vivienne Bach - Sherlock Holmes : Le Jeu des ombres (2011) : Mme Hudson - Kim Cattrall dans : - Sexe à New York (2008) : Samantha Jones - Sexe à New York 2 (2010) : Samantha Jones - Diane Delano dans : - Les Tueurs de dames (2004) : Fille de la montagne - L'homme de paille (2006) : Sœur Beech - Lindsay Duncan dans : - Sous le soleil de Toscane (2003) : Katherine - À travers le temps (2013) : La mère de Tim - Frances Fisher dans : - Le Royaume (2007) : Elaine Flowers - Le chihuahua de Beverly Hills 3: Viva la fiesta! (2012) : Amelia James - Allison Janney dans : - L'Associé (1996) : Sandy - Tammy (2014) : Deb - Margo Martindale dans : - 28 jours (2000) : Betty - L'Orpheline (2009) : Dr Browning - Frances McDormand dans : - Madeline (1998) : Sœur Clavel - Une ville près de la mer (2002) : Michelle | - Wendi McLendon-Covey dans : - Demoiselles d'honneur (2011) : Rita - Comment prévoir l'imprévisible (2012) : Kara - Kellita Smith dans : - Haute Coiffure (2004) : Angela Whittaker - Méga-Rançon (2005) : Renee King - 1973 : L'Exorciste : Chris MacNeil (Ellen Burstyn) (Doublage de la version intégrale en 2001) - 1994 : Créatures célestes : Honora Parker (Sarah Peirse) - 1996 : Moll Flanders : Mme Allworthy (Stockard Channing) - 1997 : Séduction Mortelle : Isabelle Whitmore (Jayne Heitmeyer) - 1998 : Le Secret des Anges : O'Toole (Ruth McCabe) - 1998 : Un papa qui s'affiche : Chelsea Myers (Twink Caplan) - 1999 : 8 millimètres : Janet Mathews (Amy Morton) - 2000 : Coup sur Coup : Ruth (Claire Rushbrook) - 2001 : Jeux d'espionnage : Anne Cathcart (Charlotte Rampling) - 2002 : Moïse : L'Affaire Roch Thériault : Lana (Ellen David) - 2004 : Danse lascive 2: Les nuits de la Havane : Jeannie Miller (Sela Ward) - 2004 : 13 ans, bientôt 30 : Arlene (Marcia DeBonis) - 2005 : Un amour comme ça : Christine (Molly Cheek) - 2005 : Shérif, fais-moi peur : Pauline (Lynda Carter) - 2005 : Le Brouillard : Kathy Williams (Sara Botsford) - 2005 : Nounou McPhee : Selma Quickly (Celia Imrie) - 2006 : Les Enfants de Chœur : Mary Ann (Mary B. McCann) - 2006 : Le Petit Monde de Charlotte : Gussy, l'oie (voix) (Oprah Winfrey) - 2007 : Guerre : Jenny Crawford (Andrea Roth) - 2008 : La route des campus : Michelle Porter (Kym Whitley (en)) - 2008 : Le contrat humain : Cheryl (Anne Ramsay) - 2008 : Un Anglais à New York (au Québec, Comment perdre ses amis et se mettre tout le monde à dos) de Robert B. Weide : Ingrid (Margo Stilley) - 2009 : La fièvre des planches : Lynn Kraft (Bebe Neuwirth) - 2009 : La Véritable Precious Jones : Cornrows (Sherri Shepherd) - 2010 : Comment savoir : Sally (Molly Price) - 2022 : Halloween prend fin : Laurie Strode (Jamie Lee Curtis) |

#### Films d'animation
- 2004 : La Ferme de la prairie : Audrey

### Séries télévisées
- 2000 - 2002 : Brigade spéciale : Laura (Jill Teed)
- 2007 : Dinosapien : Dr Hillary Slayton (Suzanna Hamilton)
- 2007 - 2008 : Voisins, voisines : Carol Goldstein (Linda Kash)
- 2012 : Les Piliers de la Terre: Un monde sans fin : Madge Webber (Sally Bankes) (mini-série)
- 2013 - 2014 : Orange Is the New Black : Carol Chapman (Deborah Rush)